# Mohd Norhafiz Zamani Misbah
Mohd Norhafiz Zamani Misbah (ur. 15 lipca 1981 w Malakce) – piłkarz malezyjski grający na pozycji obrońcy.

## Kariera klubowa
Karierę piłkarską Zamani rozpoczął w klubie Negeri Sembilan FA. W 2000 roku zadebiutował w jego barwach w pierwszej lidze malezyjskiej. Grał tam do końca 2004 roku. W 2000 roku wystąpił z tym klubem w finale Pucharu Malezji, a w 2004 roku w finale Tarczy Dobroczynności. Na początku 2005 przeszedł do Pahang FA. W 2006 roku wystąpił z nim w finale Pucharze Malezyjskiej Federacji Piłkarskiej. W Pahang FA grał do 2008 roku, a w 2009 przeszedł do KL PLUS FC z miasta Petaling Jaya. Następnie grał w Negeri Sembilan FA i Kelantan FA, a w 2018 trafił do Penang FA.

## Kariera reprezentacyjna
W reprezentacji Malezji Zamani zadebiutował w 2001 roku. W 2007 roku został powołany do kadry na Puchar Azji 2007. Tam rozegrał jedno spotkanie, z Chinami (1:5).